# Fédération de Dominique de football
La Fédération de Dominique de football (Dominica Football Association (en) DFA) est une association regroupant les clubs de football de Dominique et organisant les compétitions nationales et les matchs internationaux de la sélection de Dominique.
La fédération nationale de Dominique est fondée en 1970. Elle est affiliée à la FIFA depuis 1994 et membre de la CONCACAF.